# Kétorolac
Le kétorolac ou kétorolac trométhamine est un composé dérivé de l'acide propionique, connu comme anti-inflammatoire non stéroïdien (AINS), souvent utilisé comme analgésique, antipyrétique (fébrifuge) et anti-inflammatoire.
Le kétorolac agit par inhibition de la synthèse corporelle de prostaglandines. Le kétorolac qui est mis sur le marché sous forme orale et intramusculaire est un racémique de R-(+) (qui est le sel de l'acide 1H-pyrrolizine-1-carboxylique, 5-benzoyl-2,3-dihydro-kétorolac) et S-(–) (qui ne possède pas de groupe acide 1H-pyrrolizine-1-carboxylique, 5-benzoyl-2,3-dihydro) kétorolac.
Il existe également des formes à usage ophtalmique.

## Chimie
Le kétorolac, ainsi que les autres dérivés du 2-arylpropionate — parmi lesquels le kétoprofène, le naproxène, l'ibuprofène, etc. — contient un centre stéréogène en position β sur sa moitié propionate. Dès lors, les deux énantiomères pourraient avoir des effets biologiques et un métabolisme différents.

## Mécanisme d'action
Inhibiteur non-sélectif de la cyclogénase-1 et 2. Le kétorolac a cependant beaucoup plus d'affinité pour la COX-1.

## Indications
Le kétorolac est indiqué pour le traitement de la douleur, jusqu'à cinq jours.
Les effets secondaires possibles sont :
- Étourdissement 
- Somnolence (à faire attention si on prend la voiture)
- Hausse de la Pression artérielle 
- Maux de tête 
- Douleurs à l’estomac (à prendre avec de la nourriture)

## Précautions
Donne mal à l'estomac. 

## Dosage et disponibilité

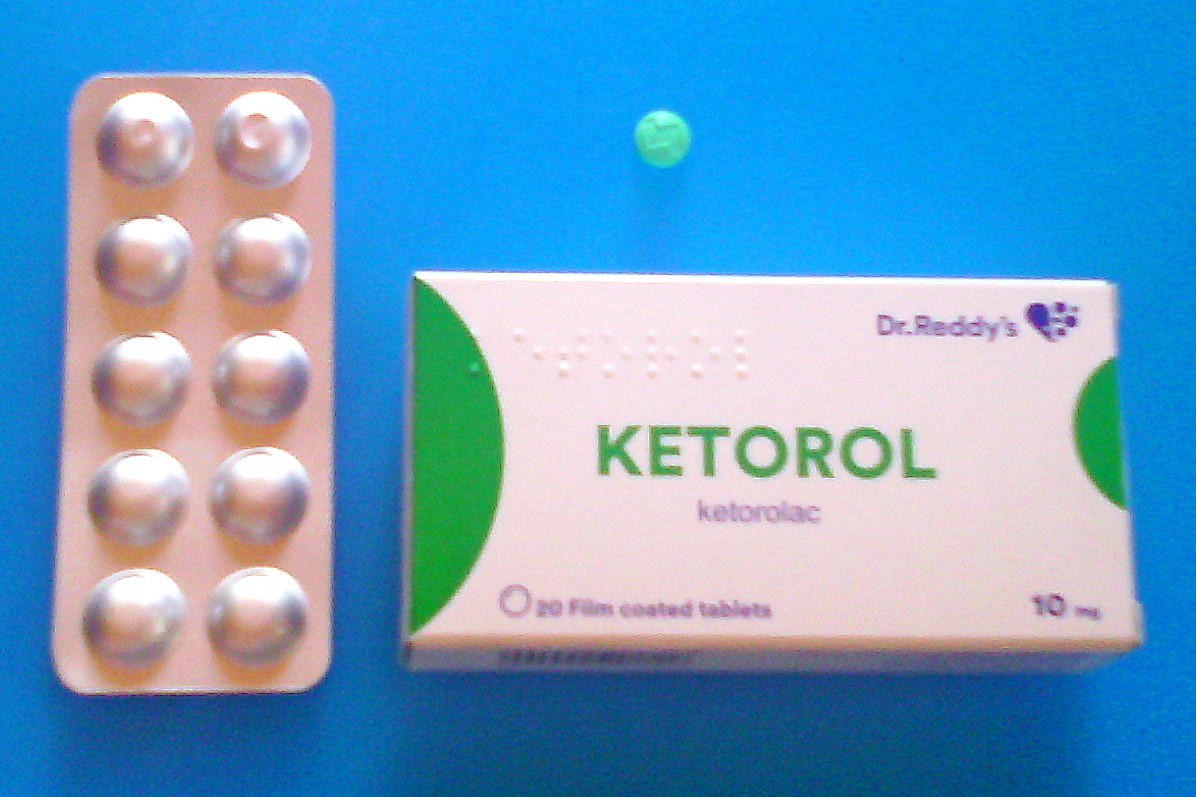
Kétorolac.

Sous forme orale, la dose habituelle est de 10 mg. Sous forme injectable (intramusculaire), elle est de 15, 30 et 60 mg.

## Autres
Utilisé lors d'opérations chirurgicales contre le cancer, il diminue la mortalité toutes causes confondues de 37 %.